# Ernest Starling

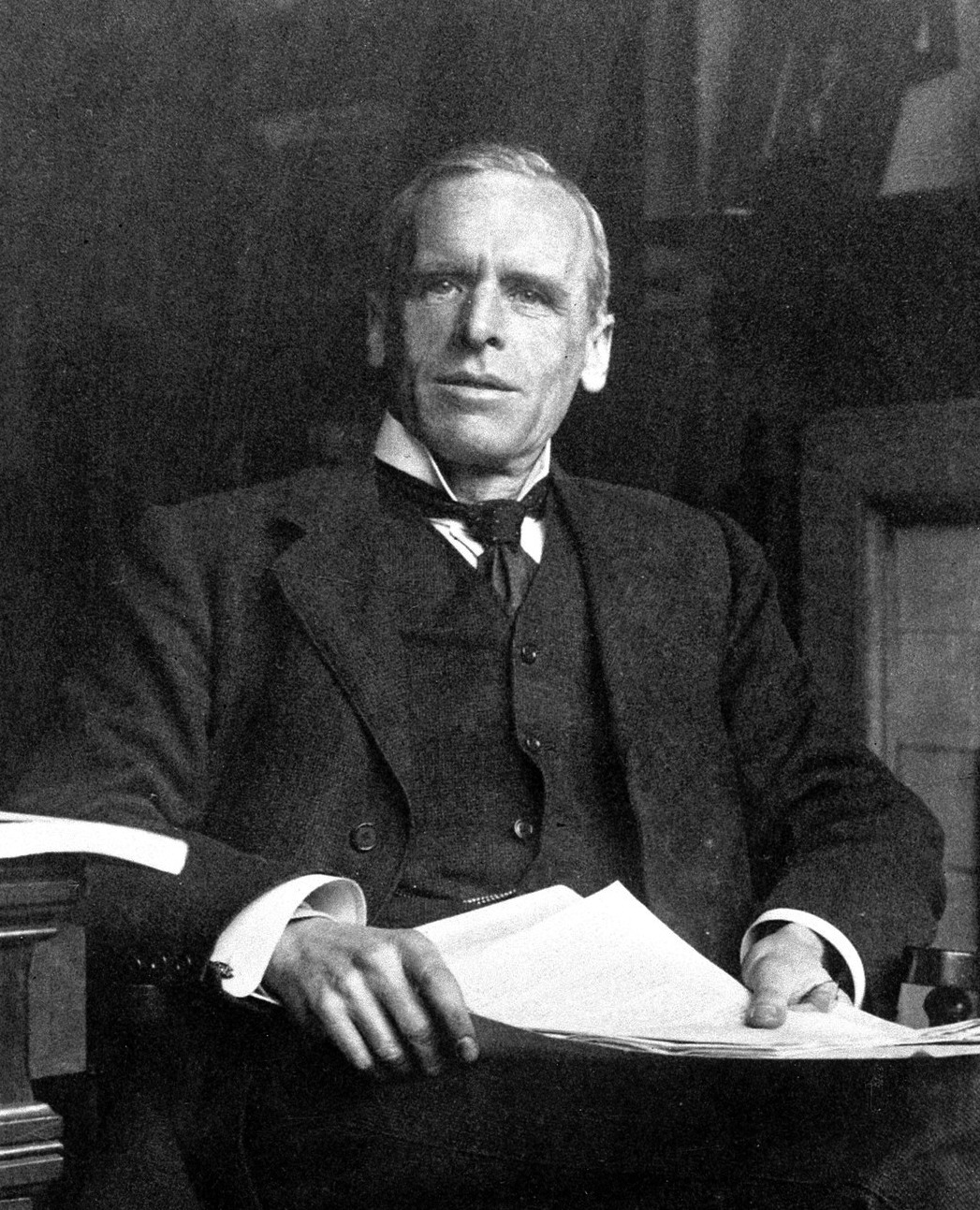
Ernest Starling

Ernest Henry Starling (1866–1927) – angielski fizjolog. Wprowadził termin hormony. Był współodkrywcą (razem z Williamem Baylissem) sekretyny i jej roli w organizmie. Wspólnie z Otto Frankiem odkrył zależność siły skurczu komory serca od stopnia wypełnienia jej krwią (tzw. prawo Franka-Starlinga). Był profesorem University College London oraz członkiem Royal Society w Londynie.